# Observatorio Venezolano de Conflictividad Social
El Observatorio Venezolano de Conflictividad Social (OVCS) es una organización no gubernamental venezolana que fundada en 2010 enfocada en la promoción de derechos humanos.
Varios medios de comunicación han citado al Observatorio Venezolano de Conflicto Social, incluyendo a Associated Press, Foreign Policy, Reuters y The Wall Street Journal.